# Cicero Park
Cicero Park es el primer álbum de la banda británica Hot Chocolate. Fue publicado el 7 de junio de 1974 a través del sello discográfico RAK Records.

## Grabación y contenido
Las sesiones de grabación de Cicero Park tuvieron lugar en Morgan Studios, en Londres, Inglaterra. Mickie Most produjo el álbum. Una vez completas las sesiones de grabación, Tim Turan masterizó el álbum en Turan Audio, un estudio ubicado en Oxford, Inglaterra. Cicero Park contenía 10 canciones, las cuales fueron compuestas por el dúo de compositores Errol Brown y Tony Wilson.

## Lista de canciones
Todas las canciones escritas y compuestas por Errol Brown y Tony Wilson.
Lado uno
1. «Cicero Park» – 4:41
2. «Could Have Been Born in the Ghetto» – 5:51
3. «A Love Like Yours» – 3:29
4. «You're a Natural High» – 3:08
5. «Emma» – 3:52

Lado dos
1. «Changing World» – 4:32
2. «Disco Queen» – 3:35
3. «Makin' Music» – 3:46
4. «Funky Rock 'n' Roll» – 4:48
5. «Bump and Dilly Down» – 2:59

## Créditos y personal
Créditos adaptados desde las notas de álbum de Cicero Park.
Hot Chocolate
- Errol Brown – voz principal
- Harvey Hinsley – guitarra, coros
- Larry Ferguson – teclados
- Tony Wilson – bajo eléctrico, coros
- Tony Connor – batería
- Patrick Olive – percusión, coros

Personal técnico
- Mickie Most – discográfico productor
- Tim Turan – masterización
- Chris Foster – fotografía
- Phil Hendriks – notas de álbum